# Storena birenifer
Storena birenifer är en spindelart som beskrevs av Gravely 1921. Storena birenifer ingår i släktet Storena och familjen Zodariidae. Inga underarter finns listade i Catalogue of Life.